# Igrici
Igrici község Borsod-Abaúj-Zemplén vármegye Mezőcsáti járásában.

## Fekvése
Miskolctól 27 kilométerre délre található, a környező települések Hejőbába (13 km), Hejőpapi (6 km) és Hejőszalonta (11 km), a legközelebbi város Mezőcsát (8 km).

### Megközelítése
Legfontosabb közúti megközelítési útvonala a 3307-es út, ezen érhető el Miskolc-Nyékládháza és Mezőcsát irányából is. A község lakott területét az út kelet felől elkerüli, azon csak a 33 105-ös számú mellékút halad át, illetve elérhető a falu ugyanezen út irányából egy számozatlan, önkormányzati fenntartású bekötőúton is.
Az ország távolabbi részei felől a legegyszerűbb közúti megközelítési útvonala az M3-as autópálya, mely nemcsak egyszerűen átszeli a határait, a központjától jó 2 kilométerre északra, de csomópontja is van itt, a 3307-es úttal való találkozásánál.
Vasútvonal nem érinti, de közvetlenül a keleti határai mellett halad el a Mezőcsát–Hejőkeresztúr-vasútvonal. Ennek a 2007-es leállítása előtt két megállási pontja is volt Igrici közelében: Igrici megállóhely (közigazgatásilag Mezőcsát területén; ennek közúti megközelítését a 33 312-es számú mellékút biztosította), valamint a nyílt vonali szakaszon létesített Igrici-kőrakodó (közigazgatásilag Hejőpapi-Nemesbikk határa közelében), mely valószínűleg csak az M3-as itteni szakaszának építése alatt, néhány hónapig, de legfeljebb pár évig volt üzemben.

## Nevének eredete
Nevét az igricekről (énekmondók) kapta.

## Története
A terület a bronzkor óta lakott hely volt. Nevét 1280-ban említették először mint királyi birtokot. 1280-tól Péter vajda birtoka lett, majd a Rátót nemzetség szerezte meg a falut, és övék is maradt a későbbiekben is. 1548-ban a törökök felégették, s öt éven át lakatlanul állt, de hamarosan újranépesült.

## Közélete

### Polgármesterei
- 1990–1994: Bordás Kálmán (független)[3]
- 1994–1998: Bordás Kálmán (független)[4]
- 1998–2002: Bordás Kálmán (független)[5]
- 2002–2006: Dr. Berkó Gyula (független)[6]
- 2006–2010: Kislászló Csaba (MSZP)[7]
- 2010–2014: Kislászló Csaba (MSZP)[8]
- 2014–2019: Kislászló Csaba (független)[9]
- 2019–2021: Kislászló Csaba (független)[10]
- 2022–2024: Tóth Sándor (független)[11]
- 2024– : Tóth Sándor (független)[1]

A településen 2022. július 3-án időközi polgármester-választást kellett tartani, mert a korábbi polgármester 2021 júliusában elhunyt. A két dátum közti aránylag hosszú időtartamot a koronavírus-járvány miatt elrendelt korlátozások indokolták, mivel a járványhelyzet fennállása alatt Magyarországon nem lehetett választást kitűzni.

## Népesség
A település népességének változása:
| Lakosok száma | 1266 | 1237 | 1221 | 1099 | 1107 | 1103 | 1090 |
|               | 2013 | 2014 | 2015 | 2021 | 2022 | 2023 | 2024 |

2001-ben a település lakosságának 94%-a magyar, 6%-a cigány nemzetiségűnek vallotta magát.
A 2011-es népszámlálás során a lakosok 94,9%-a magyarnak, 0,2% bolgárnak, 8,7% cigánynak, 0,2% németnek mondta magát (5% nem válaszolt; a kettős identitások miatt a végösszeg nagyobb lehet 100%-nál). A vallási megoszlás a következő volt: római katolikus 17,7%, református 52%, görögkatolikus 1,1%, evangélikus 0,3%, felekezeten kívüli 20,6% (7,5% nem válaszolt).
2022-ben a lakosság 95,5%-a vallotta magát magyarnak, 5,1% cigánynak, 0,3% németnek, 0,4% ruszinnak, 0,1% ukránnak, 0,1% örménynek, 0,1% görögnek, 1,3% egyéb, nem hazai nemzetiségűnek (4,5% nem nyilatkozott; a kettős identitások miatt a végösszeg nagyobb lehet 100%-nál). Vallásuk szerint 10,2% volt római katolikus, 39,3% református, 1,1% görög katolikus, 0,3% egyéb keresztény, 0,4% evangélikus, 0,1% ortodox, 24,9% felekezeten kívüli (22,3% nem válaszolt).

## Nevezetességek
1794-ben épült, barokk stílusú református temploma műemléki védelem alatt áll. A templomkertben álló parókia épülete a 19. századból származik.

## Híres emberek
- Tompa Mihály kilenc éven át; 1821-től  1830-ig élt a faluban apai nagyapjánál.
- Nagy Ferenc jogász, Miskolc polgármestere, a Károlyi Mihály-kormány minisztere itt született és itt is nyugszik.
- Itt született 1891-ben Simándy Pál író, újságíró.